# 국민식별번호
국민식별번호(國民識別番號, 영어: national identification number, national identity number, national insurance number )는 국가가 시민, 영주권자, 임시 거주자등을 과세, 노동, 정부 혜택, 의료 등의 목적으로 식별하고자 할 때 사용되는 번호이다.

## 같이 보기
- 주민등록번호(RRN) - 대한민국
- 사회 보장 번호(SSN) - 미국
- 마이넘버 - 일본(현재 추진중)
  - 경제적 징병제